# Circus Circus Las Vegas
Circus Circus Las Vegas är både ett kasino och ett hotell som ligger utmed gatan The Strip i Winchester, Nevada i USA. Det ägs och drivs av MGM Resorts International. Hotellet har totalt 3 773 hotellrum.
Circus Circus invigdes den 18 oktober 1968 som enbart ett kasino men hade svårt att klara sig ekonomiskt på grund av att det inte fanns något hotell i anslutning till kasinot, det är en viktig komponent till att få till sig storspelare (high rollers). Ägarna lånade $23 miljoner för att just uppföra ett hotell i anknytning till kasinot, lånet hade dock kopplingar till Chicago-maffian Chicago Outfit. 1972 stod hotelldelen färdig. Circus Circus hade fortsatta ekonomiska problem samtidigt som den federala regeringen utredde kasinots kopplingar till organiserad brottslighet samt att ägarna utreddes för skattebrott. 1974 sålde de kasinot till William Bennet och William Pennington (Circus Circus Enterprises) för $25 miljoner. Kasinot har byggt ut sin hotellverksamhet ytterligare fem gånger (1975, 1980, 1985, 1986 och 1996).